# Antitrogus mussoni
Antitrogus mussoni är en skalbaggsart som beskrevs av Blackburn 1892. Antitrogus mussoni ingår i släktet Antitrogus och familjen Melolonthidae. Inga underarter finns listade i Catalogue of Life.